# Horaglanis alikunhii
Horaglanis alikunhii är en fiskart som beskrevs av Subhash Babu och Nayar 2004. Horaglanis alikunhii ingår i släktet Horaglanis och familjen Clariidae. IUCN kategoriserar arten globalt som otillräckligt studerad. Inga underarter finns listade i Catalogue of Life.